# Chanasma
Chanasma é uma cidade e um município no distrito de Patan, no estado indiano de Gujarat.

## Geografia
Chanasma está localizada a 23° 43′ N, 72° 07′ L. Tem uma altitude média de 61 metros (200 pés).

## Demografia
Segundo o censo de 2001, Chanasma tinha uma população de 15 819 habitantes. Os indivíduos do sexo masculino constituem 52% da população e os do sexo feminino 48%. Chanasma tem uma taxa de literacia de 74%, superior à média nacional de 59,5%; a literacia no sexo masculino é de 81% e no sexo feminino é de 67%. 10% da população está abaixo dos 6 anos de idade.